# Pardosa maisa
Pardosa maisa là một loài nhện trong họ Lycosidae.
Loài này thuộc chi Pardosa. Pardosa maisa được Heikki Hippa & Mannila miêu tả năm 1982.